# 東日本調理師専門学校
座標: 北緯36度18分31.1秒 東経139度2分36秒 / 北緯36.308639度 東経139.04333度

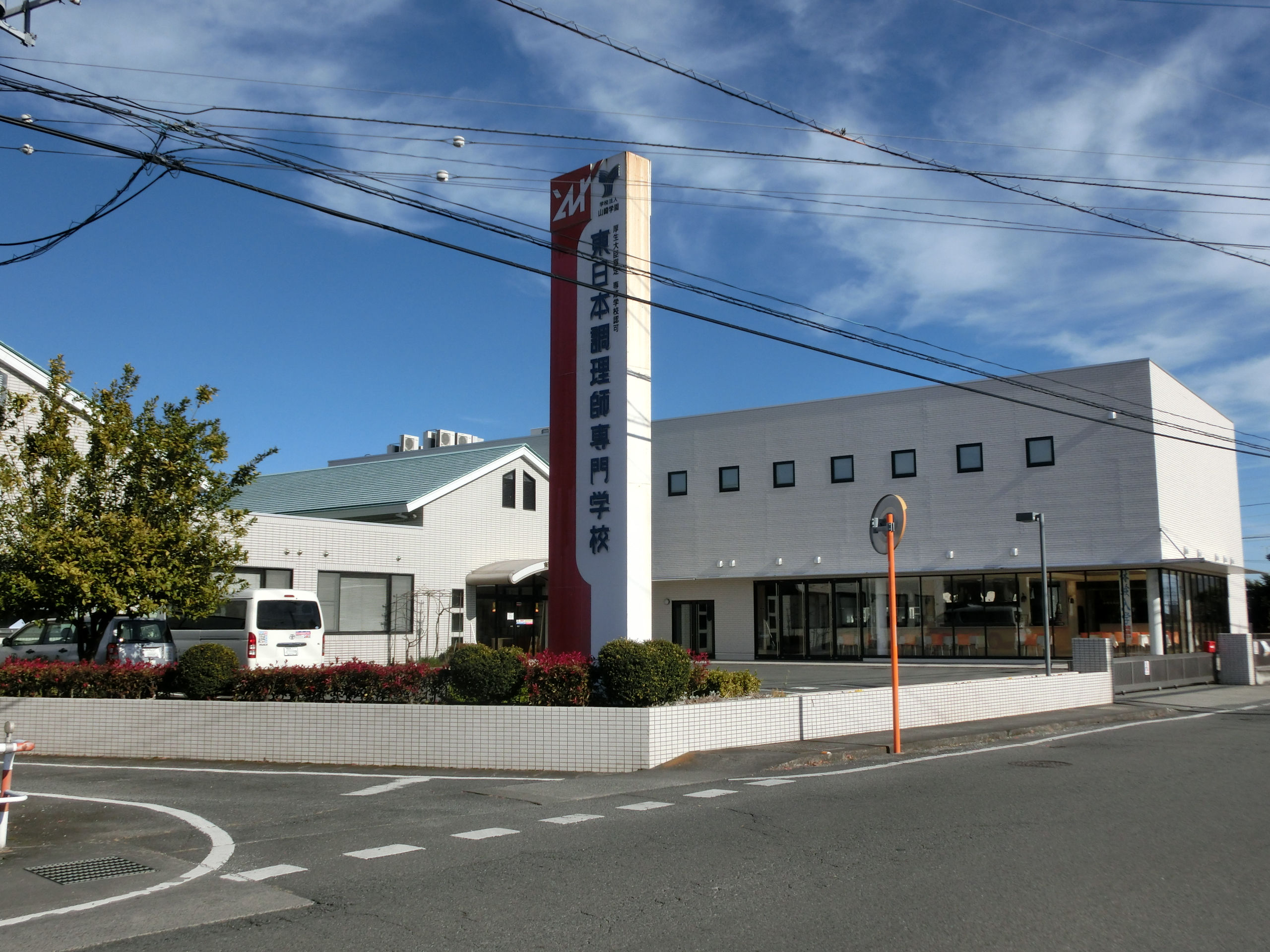
東日本調理師専門学校

東日本調理師専門学校（ひがしにほんちょうりしせんもんがっこう）とは、群馬県高崎市にある私立専門学校。学校法人山崎学園が運営している。

## 沿革
- 1967年 - 学校法人山崎学園設立
- 1972年 - 高崎市矢中町に関東調理師学校を開校（高崎市矢中町23-10）
- 1988年 - 関東調理師学校を東日本調理師専門学校に校名変更

## 学科・コース
- 調理師学科（1年制）
- 調理師学科 夜間部（2年制）
- 調理高度テクニカル学科（2年制 専門士）

## 山崎学園グループ
- 東日本デザイン&コンピュータ専門学校
- 東日本ホテルトラベル専門学校
- 東日本栄養医薬専門学校
- 群馬調理師専門学校
- 東日本製菓技術専門学校
- 東日本調理師専門学校